# Wolga (Automarke)

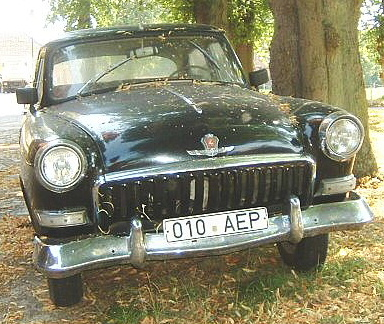
GAZ-21 Wolga (zweite Serie)

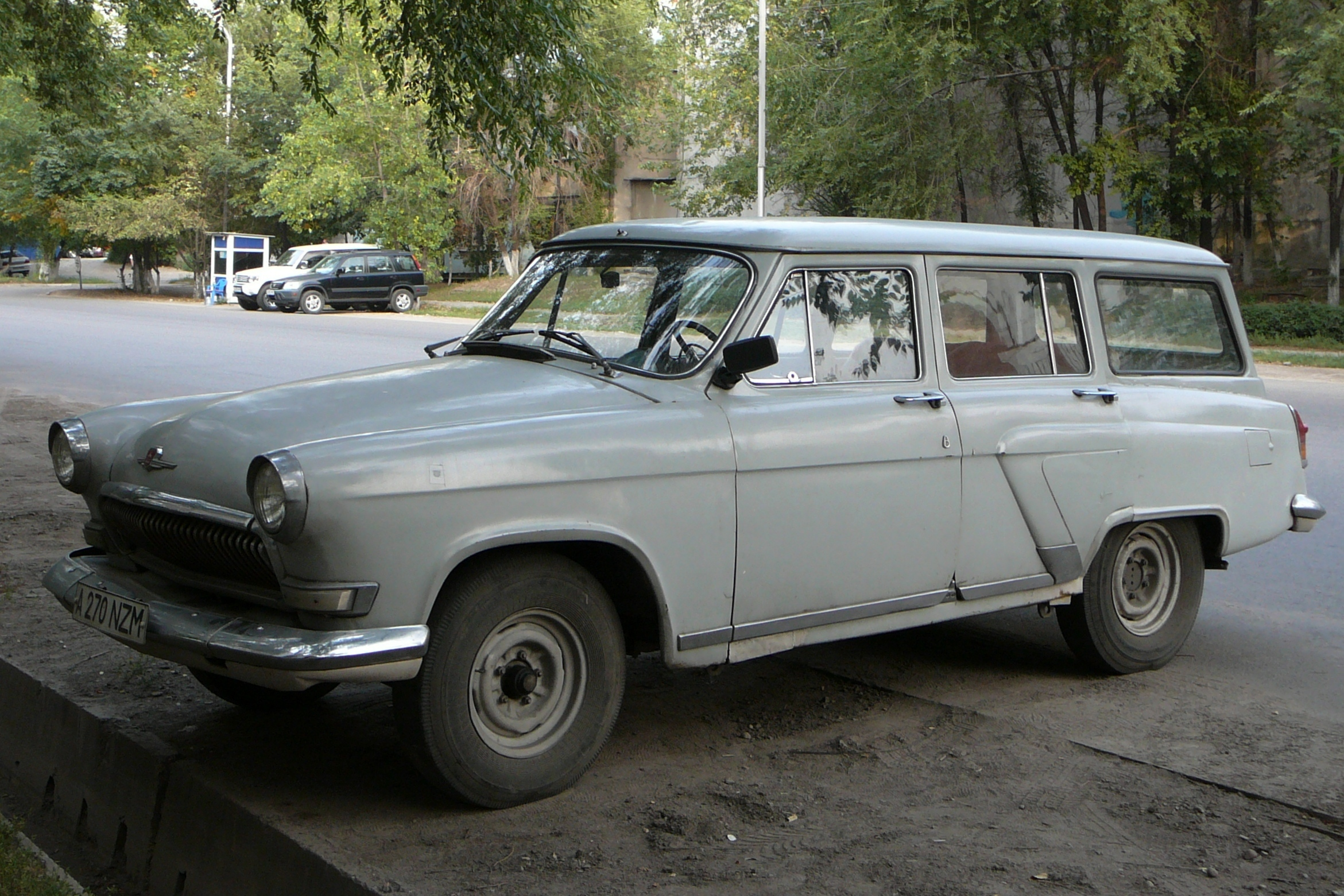
GAZ-22 Wolga

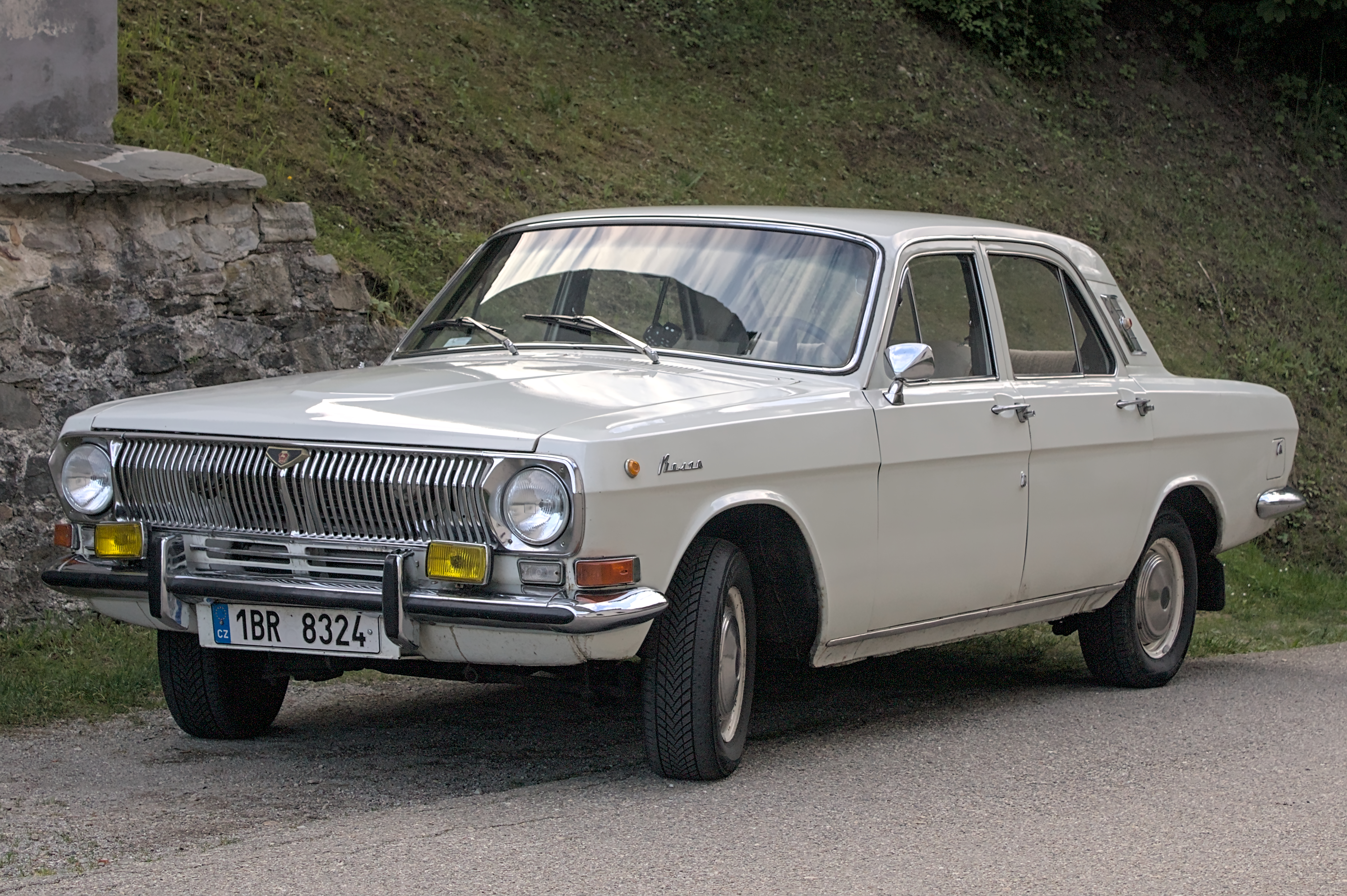
GAZ-24 Wolga

Wolga (russisch Волга) ist eine bis 2010 produzierte russische, vormals sowjetische Automarke. Der Wolga wurde vom Automobilwerk Gorki – GAZ (russisch Горьковский автомобильный завод (ГАЗ), deutsch Gorkier Automobilwerk) – in Nischni Nowgorod hergestellt. Seit 2024 wird die Marke durch Lizenzkopien chinesischer Autos wiederbelebt.

## Geschichte und Modelle

### GAZ-21 Wolga
Der GAZ M-21 (ab 1965 GAZ-21) löste 1956 den GAZ-M20 Pobeda ab und wurde bis 1968 von GAZ im heutigen Nischni Nowgorod an der Wolga produziert. Er war der erste Wagen mit dem Namen Wolga. Vom Vorgänger wurden einige Baugruppen übernommen. Es folgten einige Modifikationen und ein Kombi (GAZ M-22 bzw. GAZ-22).

### GAZ-24 Wolga
1968 erfolgte die Ablösung durch das Modell GAZ-24, welches vom GAZ-21 noch die Achsaufhängungen übernahm.
Der GAZ-24 war ein besonders lange gebautes Modell. Er ähnelte den US-amerikanischen Fahrzeugen jener Zeit. Wie seinen Vorgänger gab es auch ihn als Kombimodell 24-02, dessen Produktionszahlen gegenüber der Limousine jedoch klein waren. Am Einsatzgebiet des Wolga änderte sich nichts. Die 24er-Reihe wurde bis 1992 produziert und diente als Grundlage für die Nachfolgemodelle 3102 (1982), 31029 (1992), 3110 (1997) und 31105 (2004).

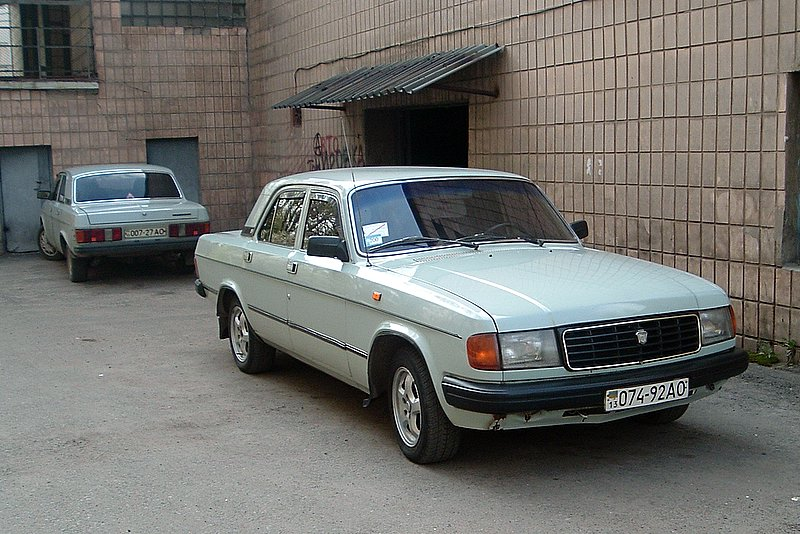
GAZ-31029 Wolga (1992)

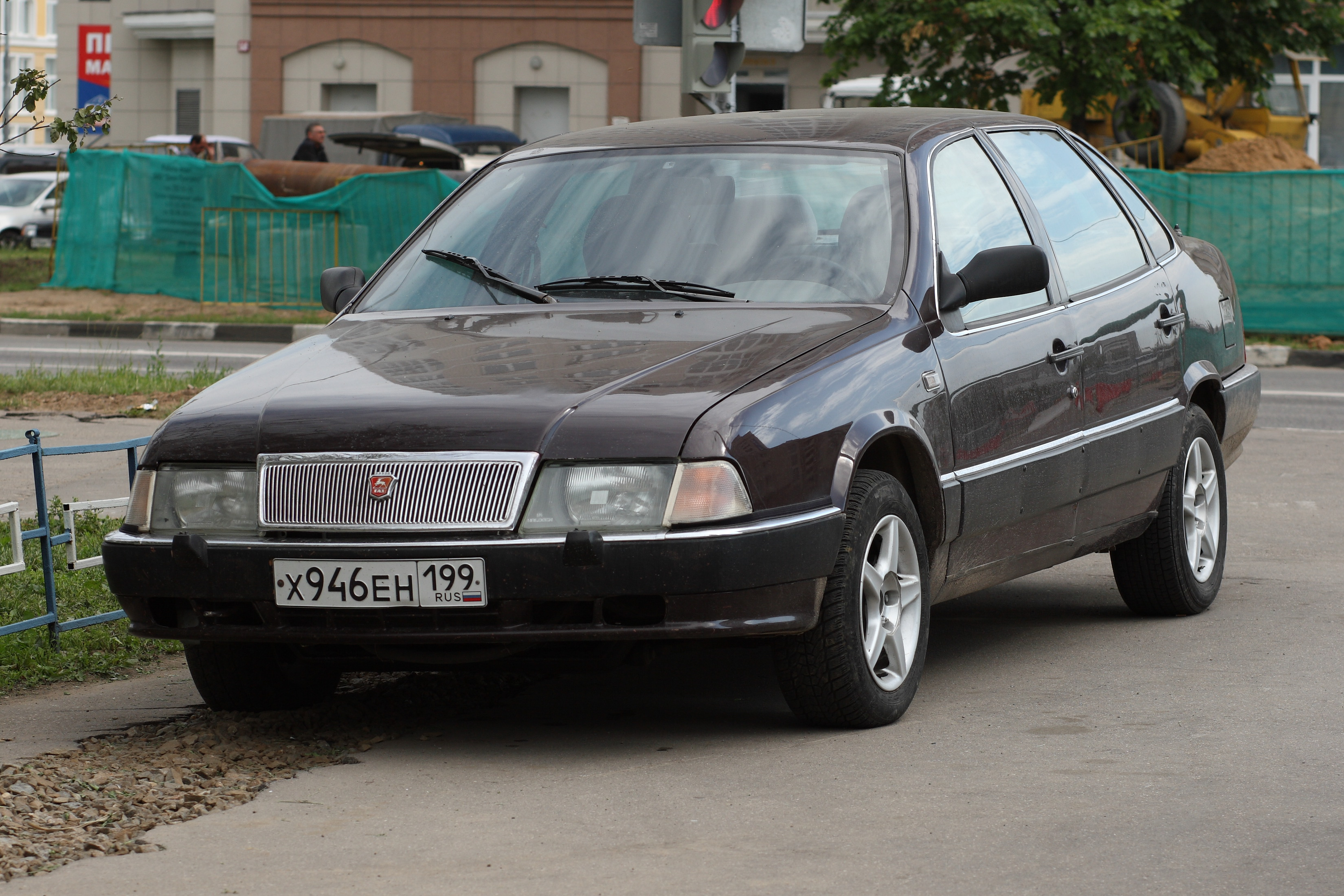
GAZ-3105 Wolga (1992–1996)

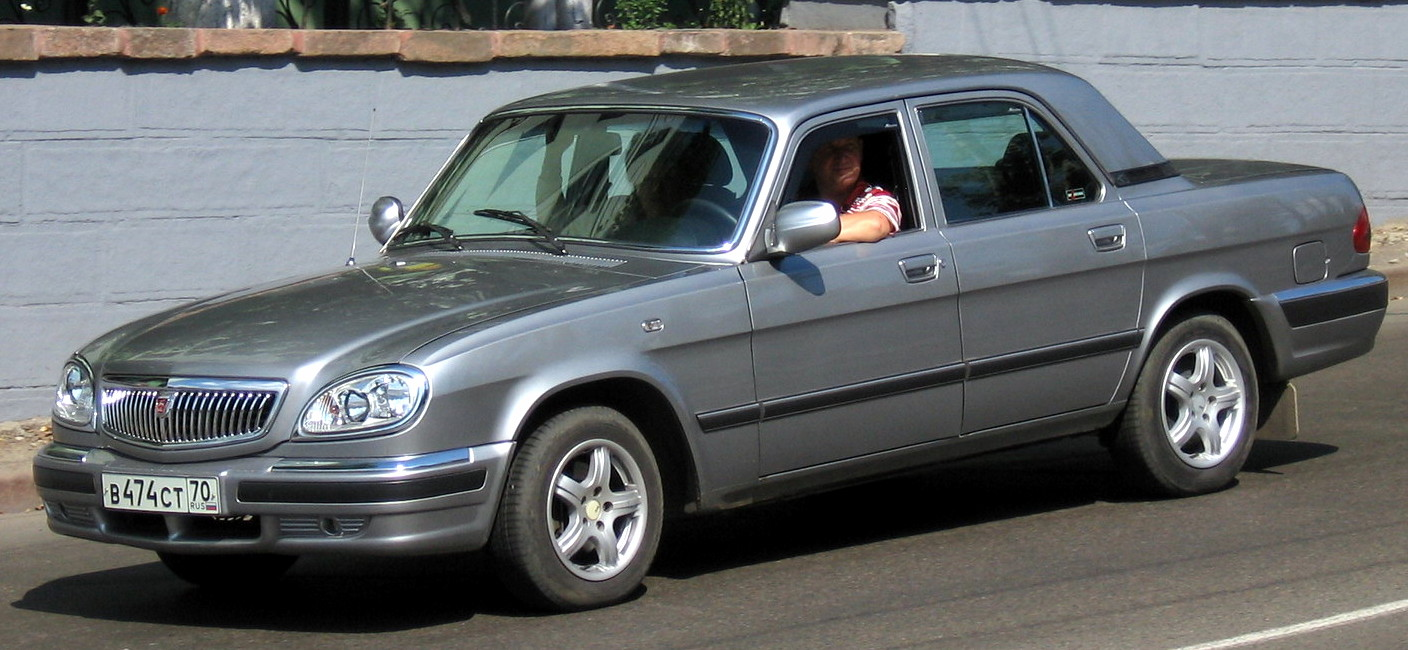
GAZ-31105 Wolga (2004–2009)

### Suche nach einem Nachfolger
GAZ unternahm (mindestens) zwei Versuche, die altbewährte Modellreihe durch ein Nachfolgemodell abzulösen. Wegen der schwierigen wirtschaftlichen Verhältnisse in den letzten Jahren der Sowjetunion und im Russland der 1990er Jahre scheiterten diese aber.

#### GAZ-3105 Wolga
Die Arbeiten am GAZ-3105 begannen 1987. Er sollte die Lücke zwischen dem bisherigen Wolga und der Luxuslimousine GAZ-14 Tschaika schließen.
Der Wagen war etwa fünf Meter lang und fuhr mit einem V8-Motor mit 3400 cm³; 1992 wurde er offiziell vorgestellt. Bis 1996 wurden aber nur 55 Stück produziert. Nach dem Zerfall der Sowjetunion war die bisherige Funktionärsklasse als Abnehmer weggefallen. Die neue russische Oberschicht bevorzugte dagegen Importwagen.
Vorgesehen war auch, eine einfachere Version mit Vierzylindermotor zu bauen (GAZ-3103 und GAZ-3104), die dann den klassischen Wolga hätte ablösen können, doch wurde dieses Projekt nicht mehr realisiert.

#### GAZ-3110 Wolga
Der Preis für einen Wolga lag 2008 in der einfachsten Ausstattung bei rund 8300 Euro. Obwohl das für einen Neuwagen günstig war, gingen die Absätze in Russland zurück. Das letzte gefertigte Modell, der GAZ-31105, wurde seit 2004 produziert und war die fünfte Überarbeitung des Grundmodells GAZ-24 von 1968.

#### GAZ-3111 Wolga

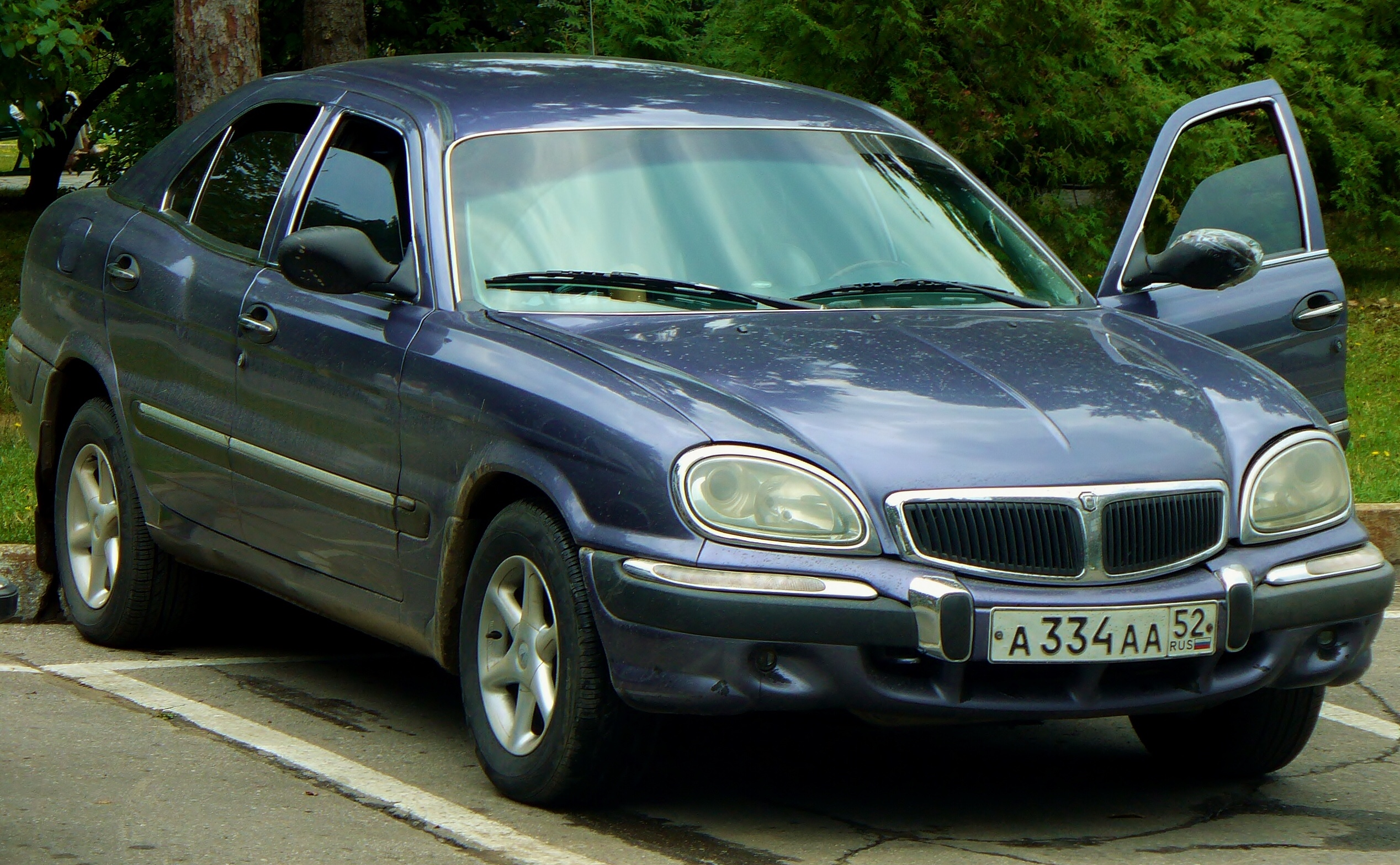
GAZ-3111 Wolga (1998–2004)

Einen neuen Versuch unternahm Wolga ab 1998 mit dem GAZ-3111. Er hatte eine völlig neugestaltete Karosserie. Die Motorisierung sollte durch den vom Vorgänger übernommenen Vierzylindermotor erfolgen, für höhere Ansprüche sollte ein V6-Motor von Toyota hinzugekauft werden.
Nach der Präsentation des Modells im Jahr 1999 wurden von 2000 bis 2002 aber nur 415 Stück hergestellt, 2004 noch einmal 9 Wagen.

### Wolga Siber
Nach den Fehlschlägen mit den Modellen 3105 und 3111 suchte GAZ nunmehr die Kooperation mit westlichen Autoherstellern. 2008 begann dann die Produktion des Wolga Siber, der aus dem Chrysler Sebring entwickelt worden war. Der Wagen war aber in Russland kein Erfolg, bereits nach zwei Jahren wurde 2010 die Produktion wieder eingestellt.

## Einstellung

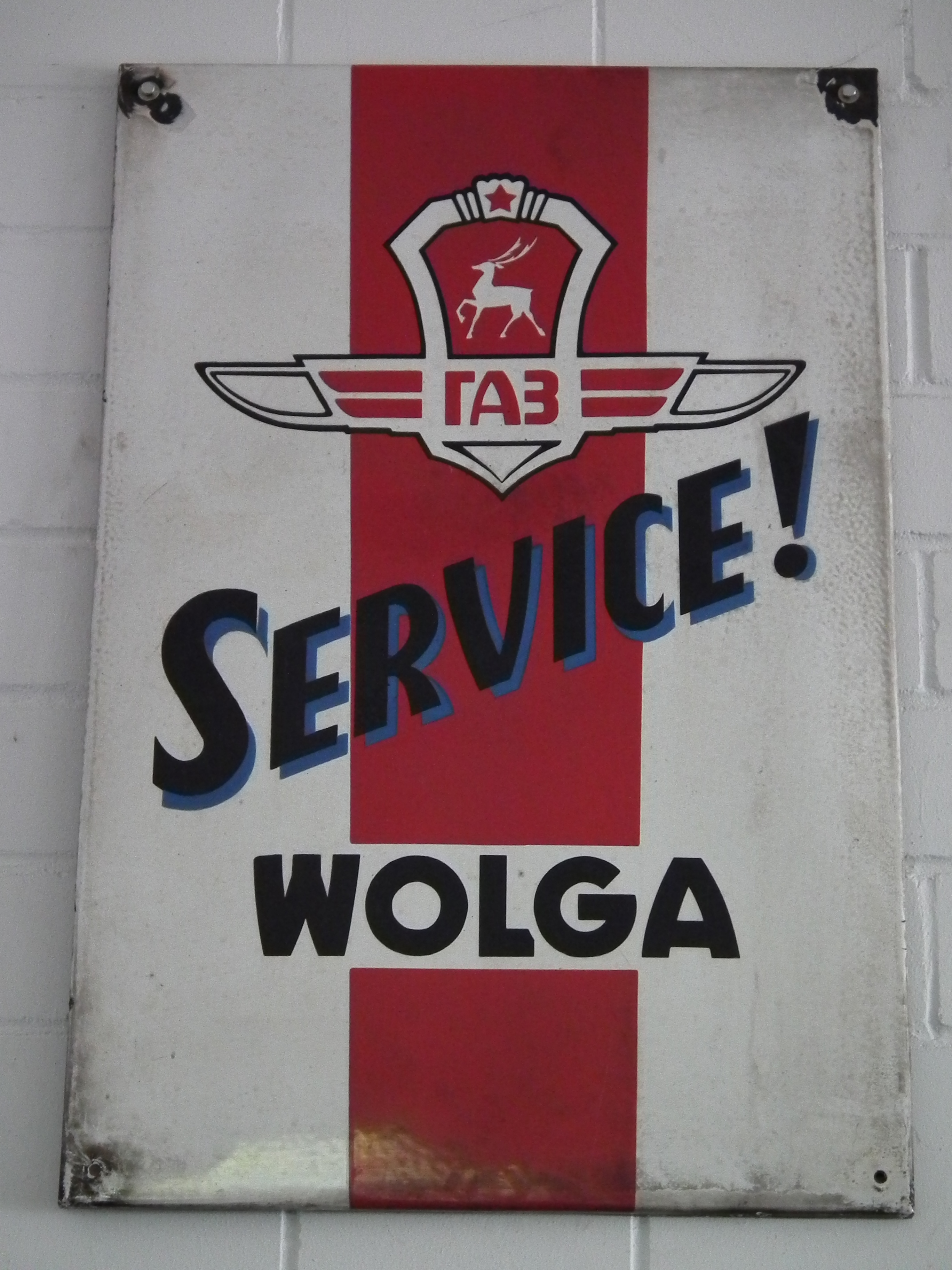
Schild einer Servicestelle für Wolga-Fahrzeuge

Ursprünglich sollte der letzte Pkw der Marke Wolga das Werk in Nischni Nowgorod Ende 2007 verlassen, um das Unternehmen voll auf Nutzfahrzeugproduktion zu spezialisieren, da es dort im hart umkämpften russischen Markt vor allem mit dem Kleintransporter Gazelle sehr gut aufgestellt ist. Seit April 2006 verlautete jedoch seitens der Werksleitung, dass der Wolga „so lange weitergebaut werde, wie der Markt es braucht.“ Im Spätjahr 2010 wurde die Pkw-Herstellung der GAZ auf Grund gescheiterter Beziehungen zu Chrysler eingestellt.
Später bot das Unternehmen keine Personenwagen mehr unter eigenen Marken an. Es produziert aber weiterhin Kleintransporter, Lastkraftwagen, Omnibusse und Baumaschinen. Seit 2012 wurde der Škoda Yeti, seit April 2013 auch der VW Jetta im Auftrag von Volkswagen als CKD-Bausatz in Nischni Nowgorod hergestellt. Der Verkauf der Fabriken von VW in Russland im Zuge des russischen Überfalls auf die Ukraine wurde durch eine Klage des früheren VW-Fertigungspartners GAZ verzögert. GAZ hatte VW auf Schadenersatz in dreistelliger Millionenhöhe für die Kündigung des Abkommens verklagt. Die Klage wurde durch ein russisches Gericht abgewiesen. Zuvor hatte VW bereits die Produktion einstellen lassen und die Mitarbeiter zur Kündigung aufgefordert.
In der Bundesrepublik Deutschland waren 2022 noch etwa 580 Wolga zugelassen.

## Neustart
Die 2010 eingestellte PKW-Produktion der Marke Wolga soll als Importsubstitution nach dem Willen der russischen Regierung ab Ende 2024 wieder aufgenommen werden. In Nischni Nowgorod präsentierte GAZ anlässlich einer Industriemesse im Mai 2024 drei neue Modelle: eine Limousine (Volga C40) und zwei SUV (Volga K30 und Volga K40). In den Aufbau der Serienproduktion, die noch in diesem Jahr beginnen soll, würden mehr als 60 Milliarden Rubel (gut 600 Millionen Euro) investiert, berichteten russische Medien unter Berufung auf das Unternehmen. Die Fahrzeuge sollen demnach bei GAZ in Nischni Nowgorod vom Band laufen, aber offiziell von der bislang unbekannten Firma PLA gebaut werden. Die Fahrzeuge sind Lizenzkopien der chinesischen Modelle Raeton Plus, Oshan X5 und Uni-Z von Changan.  Einzig Frontstoßstange und Kühlergrill sollen ein eigenes Design haben.
Gründe für die Wiederaufnahme der Produktion sehen Wirtschaftsexperten in der Verringerung der Importabhängigkeit heimischer Erzeugnisse, in der Verknappung des Angebots neuer Autos westlicher Hersteller durch das Embargo verschiedener Staaten in Folge des Überfalls auf die Ukraine und in der Stärkung inländischer Produzenten. Ein endgültiges Datum für den Produktionsstart steht jedoch noch nicht fest.